# العلاقات التوغوية السويسرية
العلاقات التوغولية السويسرية هي العلاقات الثنائية التي تجمع بين توغو وسويسرا.

## مقارنة بين البلدين
هذه مقارنة عامة ومرجعية للدولتين:
| وجه المقارنة                                              | توغو            | سويسرا                                                                                      |
| --------------------------------------------------------- | --------------- | ------------------------------------------------------------------------------------------- |
| المساحة (كم2)                                             | 56.78 ألف       | 41.28 ألف                                                                                   |
| عدد السكان (نسمة)                                         | 7.80 مليون      | 8.21 مليون                                                                                  |
| الكثافة السكانية (ن./كم²)                                 | 137.37          | 198.89                                                                                      |
| العاصمة                                                   | لومي            | برن                                                                                         |
| اللغة الرسمية                                             | لغة فرنسية      | اللغة الألمانية، اللغة الإيطالية، لغة فرنسية، اللغة الرومانشية، الألمانية السويسرية الموحدة |
| العملة                                                    | فرنك غرب أفريقي | فرنك سويسري                                                                                 |
| الناتج المحلي الإجمالي (بليون دولار)                      | 4.81 مليار      | 678.89 مليار                                                                                |
| الناتج المحلي الإجمالي (تعادل القوة الشرائية) بليون دولار | 10.67 مليار     | 518.07 مليار                                                                                |
| الناتج المحلي الإجمالي الاسمي للفرد دولار أمريكي          | 559             | 80.94 ألف                                                                                   |
| الناتج المحلي الإجمالي للفرد دولار أمريكي                 | 1.43 ألف        | 59.54 ألف                                                                                   |
| مؤشر التنمية البشرية                                      | 0.484           | 0.930                                                                                       |
| رمز المكالمات الدولي                                      | +228            | +41                                                                                         |
| رمز الإنترنت                                              | .tg             | .ch، .swiss ‏                                                                                |
| المنطقة الزمنية                                           | 00              | توقيت وسط أوروبا، ت ع م+01:00، ت ع م+02:00، أوروبا/زيورخ ‏                                   |

## منظمات دولية مشتركة
يشترك البلدان في عضوية مجموعة من المنظمات الدولية، منها:
| علم المنظمة | اسم المنظمة                               | تاريخ انضمام توغو | تاريخ انضمام سويسرا |
| ----------- | ----------------------------------------- | ----------------- | ------------------- |
|             | مؤسسة التمويل الدولية                     | 4 سبتمبر 1962     | 29 مايو 1992        |
|             | منظمة حظر الأسلحة الكيميائية              | ?                 | ?                   |
|             | يونسكو                                    | 17 نوفمبر 1960    | 28 يناير 1949       |
|             | البنك الإفريقي للتنمية                    | ?                 | ?                   |
|             | الاتحاد الدولي للاتصالات                  | 14 سبتمبر 1961    | 1866                |
|             | الأمم المتحدة                             | 20 سبتمبر 1960    | 10 سبتمبر 2002      |
|             | منظمة الشرطة الجنائية الدولية             | ?                 | ?                   |
|             | البنك الدولي للإنشاء والتعمير             | 1 أغسطس 1962      | 29 مايو 1992        |
|             | الاتحاد البريدي العالمي                   | ?                 | ?                   |
|             | مؤسسة التنمية الدولية                     | 21 أغسطس 1962     | 29 مايو 1992        |
|             | منظمة التجارة العالمية                    | ?                 | ?                   |
|             | المركز الدولي لتسوية المنازعات الاستشارية | 10 سبتمبر 1967    | 14 يونيو 1968       |
|             | وكالة ضمان الاستثمار متعدد الأطراف        | 15 أبريل 1988     | 12 أبريل 1988       |

## وصلات خارجية
- موقع وزارة الخارجية السويسرية